# Patrik Auda
Patrik Auda (Brno, República Checa; 29 de agosto de 1989) es un jugador de baloncesto checo que actualmente milita en las filas del SunRockers Shibuya de la B.League japonesa.

## Trayectoria deportiva
Patrik Auda es un hombre alto, de 2,06 metros, y con buena capacidad atlética. Auda jugó en España en la Canarias Basketball Academy, antes de emprender su carrera en Estados Unidos, donde jugó en la NCAA durante cuatro temporadas en Seton Hall. 
En 2014, vuelve a Europa para jugar en el  AZS Polfarmex Kutno de la liga polaca. En 2015 participó con la selección checa en el Eurobasket, consiguiendo dar el campanazo de eliminar a Croacia y colarse en cuartos.
En las filas del AZS Koszalin obtiene unas medias son de 14,4 puntos y 6,5 rebotes en 28 minutos de juego.
En 2016, firma con el ICL Manresa hasta final de temporada.

### Selección nacional
Los primeros torneos oficiales que disputó fueron 
el  Eurobasket 2015, Eurobasket 2017 y la
Copa Mundial de Baloncesto de 2019.
En verano de 2021, fue parte de la selección absoluta checa que participó en los Juegos Olímpicos de Tokio 2020, que quedó en noveno lugar.
En septiembre de 2022 disputó con el combinado absoluto checo el EuroBasket 2022, finalizando en decimosexta posición.